# Arnold Hermann Kulenkampff
Arnold Hermann Kulenkampff (* 13. Februar 1744 in Bremen; † 23. Januar 1834 ebenda) war ein Kaufmann und Bremer Senator/Ratsherr.

## Biografie
Kulenkampff stammte aus der alten Kaufmannsfamilie Kulenkampff und war der Sohn des Ältermanns Arnold  Kulenkampff (1707–1760) und seiner Frau Dorothea (1711–1772).
 
Er war verheiratet mit der Ratsherrntochter Meta Almata Wichelhausen (1753–1825); beide hatten neun Kinder. Sie wohnten Langestraße 115.
Er absolvierte seine Schulzeit in Bremen, machte eine kaufmännische Lehre und war als Kaufmann tätig.
Von 1783 bis 1830 war er als Nachfolger von Engelbert Wichelhausen Bremer Senator.